# Max Schneidewin
Max Paul Ernst Berthold Schneidewin, född den 24 februari 1843 i Göttingen, död den 22 januari 1931 i Hameln, var en tysk filolog, teolog och filosof. Han var son till filologen Friedrich Wilhelm Schneidewin och far till juristen Karl Schneidewin.
Schneidewin var 1887–1911 gymnasieprofessor i Hameln och gav ut flera arbeten inom klassisk filologi, politiska och litteraturhistoriska skrifter samt filosofiska arbeten, Drei populärphilosophische Essays (1883), Der Wundt-Sommersche Streit (1887), Das goldene ABC der Philosophie (tillsammans med Adolf Steudel, 1891), Offener Brief an Eduard von Hartmann (1892), Die Unendlichkeit der Welt (1900) med flera. Han anslöt sig i viss mån till Eduard von Hartmanns ståndpunkt. Oändligheten förstod han som en subjektiv förståndsteori, grundad på det ständigt möjliga fortskridandet i tänkandet.